# Ruwe data
Ruwe data (Engels: raw data) of primaire data is een term voor onbewerkte brongegevens. 
Ruwe data worden verzameld zonder bewerking of andere vorm van manipulatie. Het onderscheid tussen ruwe data en informatie is dat informatie het eindproduct is van dataverwerking. Ruwe data hebben de potentie om informatie te worden, maar daar zijn extractie, ordening, soms ook analyse, opmaak en presentatie voor nodig. Voorbeeld van dataverwerking is ETL. Ruwe data kunnen nog vervuiling bevatten en hebben geen filtering of interpretatie ondergaan. In de wetenschap kunnen ruwe data een belangrijke rol spelen bij het verifiëren van onderzoeksgegevens.
Tim Berners-Lee, uitvinder van het World Wide Web, stelt dat het delen van ruwe data belangrijk is. Hij werd geïnspireerd door de oproep van Rufus Pollock Raw data now. Pollock, van de Open Knowledge Foundation (OKFN), betoogt met zijn oproep dat overheden en bedrijven hun gegevens als ruwe data delen.